# Alejandro Islas
Alejandro Daniel Islas Arroyo (* 24. Mai 1992 in Mexiko-Stadt) ist ein mexikanischer Wasserspringer. Er startet im 3-m-Kunst- und Synchronspringen. Trainiert wird er von Jorge Rueda.
Islas bestritt seine ersten internationalen Titelkämpfe bei der Weltmeisterschaft 2009 in Rom, wo er mit Jonathan Ruvalcaba im 3-m-Synchronspringen im Finale Rang zehn belegte. Bei der Juniorenweltmeisterschaft 2010 in Tucson erreichte er vom 1-m- und 3-m-Brett jeweils das Finale. Seit 2012 bildet Islas mit Yahel Castillo ein Synchronduo. Beim Weltcup in London belegten sie im Finale Rang sieben und wurden für die Olympischen Spiele an gleicher Stelle nominiert.